# Hatzfelder Kirche

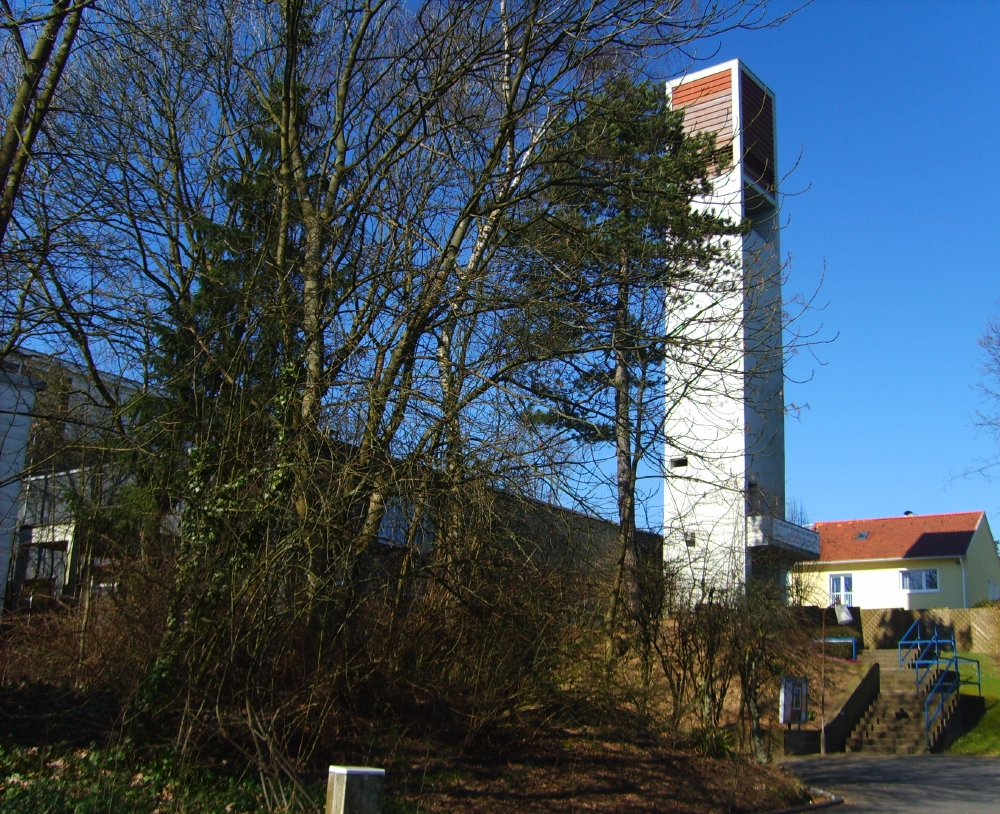
Hatzfelder Kirche

Die Hatzfelder Kirche war eine evangelische Kirche im Wuppertaler Ortsteil Hatzfeld. Ihr Grundriss ist L-förmig, mit Eingangsbereich unter dem vorgesetzten Turm. 

## Geschichte
Der als Gemeindezentrum geplante Bau an der Hatzfelder Straße wurde am 26. Mai 1963 begonnen und nach Plänen der Architekten Friedrich Goedeking und Traugott Blasberg ausgeführt. Sie ersetzte den reformierten Gemeindesaal Grunerstraße 65 sowie die später abgerissene Hatzfelder Kapelle.
Die drei Glocken wurden nach der feierlichen Eröffnung des Gemeindezentrums 1964 bei der Glocken- und Kunstgießerei Rincker im hessischen Sinn bestellt und wenige Monate später mit der bereits stillgelegten Kleinbahn Loh-Hatzfeld transportiert, wo sie an der Haltestelle Sondermann (heute Grunerstraße) auf einen Lastwagen umgeladen wurden. Die Glockeninschriften lauten + JESUS CHRISTUS + (Gewicht: 600 kg); + SOHN  DES  LEBENDIGEN  GOTTES + (350 kg);  +  HEILAND  DER  WELT + (250 kg). Die Kosten des Geläuts aus Glockenbronze mitsamt Glockenstuhl und Transport beliefen sich auf 14.400 DM. Nach der Entwidmung der Kirche wurden die Glocken an die katholische Pfarrei Mariä Heimsuchung im oberbayerischen Stoffen (Landkreis Landsberg am Lech) verkauft. Am 1. Juli 2018 weihte der Augsburger Domkapitular Dr. Wolfgang Hacker die drei Glocken für die Stoffener Pfarrkirche. 
An Stelle einer Pfeifenorgel baute man aus Kostengründen zunächst eine elektronische Orgel mit zwölf Registern ein, die 1985 durch eine zweimanualige Orgel des Sprockhöveler Orgelbauers Berthold Prengel ersetzt wurde. Diese wurde 2017 an einen Wuppertaler Orgelhändler veräußert.
Die Evangelische Kirchengemeinde Hatzfeld wurde zum 1. Januar 2008 der Vereinigten Evangelischen Gemeinde Gemarke angegliedert und bildet seitdem mit zwei weiteren Gemeinden die Evangelische Kirchengemeinde Gemarke-Wupperfeld in Barmen. 2017 wurde die Entwidmung des Gemeindezentrums als Gottesdienststätte beantragt und das Gebäude verkauft.